# Kozan (district)
Kozan is een Turks district in de provincie Adana en telt 130.456 inwoners (2017). Het district heeft een oppervlakte van 1872,6 km². Hoofdplaats is Kozan.
De bevolkingsontwikkeling van het district is weergegeven in onderstaande tabel.
| 1997    | 2000    | 2007    | 2017    |
| ------- | ------- | ------- | ------- |
| 119.059 | 130.875 | 123.980 | 130.456 |